# Guadamur
Guadamur – gmina w Hiszpanii, w prowincji Toledo, w Kastylii-La Mancha, o powierzchni 38,23 km². W 2011 roku gmina liczyła 1847 mieszkańców.